# آلپژورن
آلپژورن (به لاتین: Alpjuhorn) یک کوه در سوئیس است که در کانتون وله واقع شده‌است. آلپژورن ۳٬۱۴۴ متر بالاتر از سطح دریا واقع شده‌است.